# Giornata mondiale della gioventù 1985
Il Raduno dei giovani in occasione dell'Anno internazionale della gioventù svoltosi a Roma il 30 e 31 marzo del 1985 è stato il secondo dei grandi incontro internazionali promossi dalla Chiesa cattolica e in seguito denominati Giornata mondiale della gioventù.
Dopo il Giubileo dei Giovani celebrato a Roma l'anno precedente in occasione dell'Anno santo, papa Giovanni Paolo II organizzò un raduno giovanile per la Domenica delle Palme del 1985 in coincidenza con l'Anno internazionale della gioventù proclamato dall'ONU.

## Il programma

### Sabato 30 marzo
Il Papa incontrò i giovani cattolici per la prima volta in Piazza San Giovanni in Laterano alle 17. Durante questo incontro venne consegnata ai presenti la lettera apostolica "Ai giovani e alle giovani del mondo", scritta dal Papa per l'occasione. Durante la notte successiva, vi fu la possibilità per i giovani di vegliare in adorazione eucaristica presso alcune chiese della città.

### Domenica 31 marzo
La mattina seguente, a partire dalle ore 6 i partecipanti alla GMG formarono tre cortei, che si unirono in via della Conciliazione per raggiungere insieme piazza San Pietro – dove si sarebbe celebrata la messa finale.
Le fonti attestano in mattinata la presenza di circa 250.000/350.000 persone, in maggioranza italiani; ma sono presenti circa ventimila spagnoli e cinquemila pellegrini provenienti dai Paesi dell'Est Europa (in primis Polonia, Jugoslavia, Ungheria). Si registrano presenze a Roma anche giovani originari dell'Alaska, del Libano, dell'Africa e dell'Estremo Oriente. Notevoli anche le presenze di altre confessioni cristiane (soprattutto protestanti inglesi), e addirittura di non cristiani (tra cui quattrocento buddhisti giapponesi).

## L'evento
Pur non trattandosi di una GMG vera e propria (viene considerata una specie di "edizione zero"), questo incontro ha alcuni tratti che caratterizzeranno tutti i futuri appuntamenti internazionali della GMG: per esempio, ai partecipanti vengono consegnate una "sacca del pellegrino" e un cappellino con il logo della Giornata; per l'ospitalità ai pellegrini si attiva una rete di strutture ricettive nella zona; viene composto un inno per l'occasione.

## L'inno
La canzone Resta qui con noi del gruppo musicale Gen Rosso (testi di V. Ciprì e musiche di B. Enderle) fu composta per il raduno e inaugurò la tradizione di adottare un inno ufficiale per ogni Giornata mondiale della gioventù.

## Santi Patroni
I principali patroni della GMG del 1985 sono stati:
| Immagine | Nome                |
| -------- | ------------------- |
|          | Salus populi romani |
|          | Don Bosco           |
|          | San Pietro          |
|          | San Paolo           |

## L'istituzione delle GMG
Visto il successo della giornata, il Papa il 20 dicembre successivo proclamò ufficialmente l'istituzione delle giornate mondiali della gioventù, che si terranno ogni anno in tutte le diocesi del mondo la domenica delle Palme (nel 1986 si sarebbe definita l'alternanza su ciclo biennale di edizioni diocesane e edizioni mondiali).